# Reformierte Kirche Fläsch
Reformierte Kirche Fläsch är en kyrkobyggnad som är belägen i orten och kommunen Fläsch i kantonen Graubünden, Schweiz.

## Kyrkobyggnaden
Reformierte Kirche Fläsch uppfördes troligen under senare delen av 1400-talet och uppkallades efter helgonet Nikolaus. Kyrkan består av ett långhus med ingång i väster samt kor och torn i öster. Tornet kröns med en stor lökkupol.
År 1524 var Fläsch den första orten i Graubünden som anammade reformationen och man började fira nattvard med både bröd och vin.
År 1783 breddades långhuset mot norr. År 1963 frilades vägg- och takmålningar i koret. År 1987 installerades en orgel på vänstra sidan om ingången till koret.